# Zetomimidae
Zetomimidae zijn  een familie van mijten. Bij de familie is drie geslachten met circa 20 soorten ingedeeld.